# 安大崙
安 大崙（アン・デリュン、朝鮮語: 안대륜、1940年1月25日 - ）は、大韓民国の実業家、政治家。第16代韓国国会議員。本貫は順興安氏。

## 経歴
京城府（現・ソウル特別市）出身。延世大学校政法大学政治外交学科卒。ソウル大学校経営大学院、レーゲンスブルク大学大学院国際政治学科修了。トンジン炭鉱専務理事、トンジン産業代表理事、株式会社メクサン代表理事、民主正義党院外商工分科政策委員長・統一外交政策委員、自由民主連合院内副総務・第2政策調整委員長、韓国学術研究院理事、韓国肢体障害者協会顧問、ソウル市オペラ団理事・名誉会長、メクサン会長、ソウル移動通信副会長、政経文化発展研究院会長、大韓民国憲政会理事などを務めた。